# Пројекат Библиотека будућности
Пројекат Библиотека будућности (норвешки: Framtidsbiblioteket) је јавно уметничко дело које има за циљ да сваке године од 2014. до 2114. године сакупи по једно оригинално дело популарног писца. Дела ће остати непрочитана и необјављена до 2114. године. Хиљаду стабала је посебно засађено за пројекат у шуми Нордмарка на његовом почетку;  100 рукописа биће штампано у антологијама ограниченог издања користећи папир направљен од дрвећа. Гардијан га је назвао „најтајнијом библиотеком на свету“.

## Историја
Пројекат је осмислила Кејти Патерсон током лета 2014. године. Њиме управља Фондација за будуће библиотеке (Future Library Trust), а подржава га град Осло, Норвешка. Произведен је за програм јавне уметности Спори простор (Slow Space), а наручила га је Бјорвика Утвиклинг, делимично јавна корпорација која развија Бјорвику, бившу контејнерску луку у Ослу.
Завршени рукописи се чувају у посебно дизајнираној просторији у Јавној библиотеци Осла, у Бјорвики (Norwegian Deichman bibliotek, Deichman Library),   Кејти Патерсон је сарађивала са архитектонским тимом на пројектовању овог дела библиотеке. „Тиха соба“ у којој се чувају рукописи изграђена је коришћењем 100 слојева валовитог, резбареног дрвета од оригиналних стабала посечених да би се направило место за нова стабла засађена 2014. године, сваки слој са стакленом фиоком за рукопис одговарајуће године; просторија је први пут отворена за јавност 2022. године.  Иако су сабрана дела изложена, рукописи нису доступни за читање док се пројекат не заврши 2114. године.
Хиљаду сертификата који дају право власнику на комплетну антологију од 100 радова када буде објављена 2114. године продају уметникове галерије: Ingleby Gallery (Единбург), James Cohan Gallery (Њујорк) и Parafin (Лондон). Првобитно су продавани за 625 фунти, цена је порасла на 800 фунти 2017. године, а потом је била и виша.   Сертификати, двострани и одштампани на ручно рађеном папиру (такође направљеном од оригиналних стабала посечених за пројекат), приказују попречни пресек дрвета са 100 годова који симболизују временски период пројекта.

## Сарадници
Идентитет сваког аутора који доприноси објављује се сваке јесени; они затим предају своје рукописе колекцији почетком лета следеће године на јавној „церемонији предаје“ у шуми где дрвеће расте. Досадашњи сарадници колекције:
- 2014 – Маргарет Атвуд, Scribbler Moon, поднето 27. маја 2015. [11] [12]
- 2015 – Дејвид Мичел, From Me Flows What You Call Time, поднето 28. маја 2016. [13]
- 2016 – Сјон, As My Brow Brushes On The Tunics Of Angels or The Drop Tower, the Roller Coaster, the Whirling Cups and other Instruments of Worship from the Post-Industrial Age, поднето 2. јуна 2017. [14] [15]
- 2017 – Елиф Шафак, The Last Taboo, поднето 2. јуна 2018. [16] [17]
- 2018 – Хан Канг, Dear Son, My Beloved, поднето 25. маја 2019.[2][18]
- 2019 – Карл Уве Кнаусгор, [19] Blind Book, поднето 12. јуна 2022.
- 2020 – Оушн Вуонг, [20] King Philip, поднето 21. маја 2023.
- 2021 – Тситси Дангарембга, [21] Narini and Her Donkey, поднето 12. јуна 2022.
- 2022 – Џудит Шалански, Fluff and Splinters: A Chronicle, поднето 21. маја 2023.
- 2023 – Валерија Луизели, The Force of Resonance, поднето 26. маја 2024.
- 2024 – Томи Оринџ [22]

- Маргарет Атвуд
- Дејвид Мичел
- Сјон
- Елиф Шафак
- Хан Канг
- Карл Уве Кнаусгор
- Оушн Вуонг
- Тситси Дангарембга
- Џудит Шалански
- Валерија Луизели
- Томи Оринџ

Одбор повереника Фондације за будуће библиотеке (Future Library Trust) сваке године прави нови избор на основу критеријума „изузетан допринос књижевности или поезији и способност њиховог рада да заокупи машту ове и будућих генерација“.  Умберто Еко и Томас Транстремер, обојица преминули од 2016. године, раније су сматрани потенцијалним сарадницима. Верује се да су сви остали аутори којима се Патерсон обратила прихватили позив.

## Критички пријем
Пројекат Библиотека будућности генерално је дочекан са интересовањем и интригом у медијима, иако је привукао критике од стране неких због нагласка на спречавању читалања између 2014. и 2114. године.  Пишући за Flavorwire, Мозе Халперин је назвао пројекат „уметношћу чија је намера да искључи неколико генерација“ и критиковао је класну ексклузивност планирану за дела чак и након њиховог објављивања. 

## Белешке
Један од ретких детаља познатих о књигама откривен је случајно када је Дејвид Мичел изјавио да његова књига цитира стихове песме „Here Comes the Sun“, за коју се очекује да ће постати јавно доступна крајем 21. века. 

## Спољни линкови
- Званични веб-сајт
- Artist's website for the project
- „Biblioteka budućnosti“: šta će biti bestseleri 2114. godine? [video]